# Austrochaperina macrorhyncha
Austrochaperina macrorhyncha és una espècie de granota que viu a Indonèsia.